# Neodiaptomus lymphatus
Neodiaptomus lymphatus là một loài động vật chân đốt nước ngọt tronng họ Diaptomidae. Chúng được tìm thấy ở Indonesia.
Loài này đang có nguy cơ tuyệt chủng cao.